# イカリングの面積
『イカリングの面積』（イカリングのめんせき）は、2000年4月2日から2001年3月25日までテレビ東京系列局で放送されていたバラエティ番組である。テレビ愛知とオレンジミュージックの共同制作。放送時間は毎週日曜 23:45 - 月曜 0:15 （日本標準時）。

## 概要
あらゆる物の限界を求めて実験を行い（番組はこれを「調査」と呼んでいた）、検証し、曖昧になっている物を地球上から消してしまうことをコンセプトにしていた深夜番組である。
司会は東野幸治が担当。また、130Rの蔵野孝洋（ほんこん）がご意見番として隔週以上のペースで出演し、ココリコや極楽とんぼなどの吉本興業所属のお笑い芸人たちが不定期でゲスト出演していた。ほか、放送開始当初は女性アイドルグループのHYPER GO号プロが「面積ギャル」として出演していたが、その後すぐにアマチュアメンバー中心のHYPER GO号2に替わり、さらに彼女たちも2000年12月末の放送を最後に降板した。その後、数週間の女性レギュラー不在期間を経て、3代目女性レギュラーとして宮本麻弥と上原里菜が限界調査を担当するようになった。彼女たちは東野からは「イカ女」と呼ばれていたが、HYPER GO号のようにユニットを組んで活動することは無かった。
その後、番組終了間際になって東野が入院したため、最終回では代わって「ボウリング球の限界」を調査している最中のハローバイバイに番組終了の報告をした時の反応や、HYPER GO号プロとHYPER GO号2の近況、スタジオパートの傑作選などを放送した。

## 長期ロケによる限界調査
「厚底サンダルを地面に擦り続けて何km進めば普通のサンダルになるか（厚底サンダルの限界）」という調査にハローバイバイが挑戦したのを機に、番組は長期ロケをスタートさせた。調査は、ハローバイバイの関暁夫が厚底サンダルを履いた状態で自転車に乗り、彼が乗る自転車を相方の金成公信が押すという方法で行われた。2人は東京から東海道を西へと進み、さらに山陽から九州へと進み、九州をほぼ1周したところで厚底サンダルは見事普通のサンダルになった。しかし、それを一般人たちに見せて「これは何か」と聞いて「サンダル」と答えてもらえないとゴールしたことにならないというルールがあった。最初に尋ねた人物からは「厚底」と答えられて失敗し、2人目でようやくゴールとなった。その後、2人は高下駄を手渡されて「これの限界を調べなさい」と指示され、関が「ふざけるな!」と怒ったところで調査は終了した。道中での路銀を工面する方法は、道行く人々に自分たちの苦労話をしてお金を恵んでもらうというもので、博多駅前では応援に来ていた東野と蔵野にその現場を目撃された。
長期調査第2弾では、「ボウリング球を転がし続けて何km進めばビリヤードの球になるか（ボウリング球の限界）」の調査が行われた。前回は街の人々にお金を恵んでもらいながら調査を続けるという問題点があったため、この行為は禁止された。代わりに、道中にボウリング場があれば1人1球（計2球）だけボウリングをして、どちらかがストライクを出せれば豪華食事会が開かれるというルールが用意された。また、お金を恵んでもらわなければいいというルールを逆手に取り、道中ではリサイクルと称して食べ物や衣類を貰っていた。最初はパンの耳などだったが、結婚披露宴で余った食べ物や温泉（に入る）などもリサイクルと称して獲得していた。東京から北へと進み、青森まで来たところで、（放送されたこの年は）暖冬傾向なので北海道も雪が少ないだろうと番組ディレクターが判断したことにより、北海道に上陸して道内1周までするつもりだった。しかし、函館に上陸したところ、現地は積雪状態であり、球が回転せずに削れなかったためにここで折り返すことになった。また、この時に岸壁沿いでボウリング球を転がしていた金成がうっかり球を海に落としてしまい、地元のダイバーに探してもらったものの見つからず、これ以後は関の球のみで調査を続けることとなった。その後、東北を南下し、再度東京から西へと向かう途中で番組は最終回を迎えてしまった。番組終了を知らされた2人は怒りを顕にするとともに、残り数センチでゴールという状態の球を地面に強引に擦りつけていた。

## CM・番組宣伝
この番組のセールスを担当していた広告代理店は電通で、当時は同日プライムタイム枠の『MUSIX!』も電通セールスで放送されていた。スタッフロールを表示した後からその後の提供クレジット表示までの間には90秒間のCMが挟まれていたが、番組内でも90秒CMが流されることがあった。しかし、番組スポンサーの付きは前番組の『MOTOR LAND 2』よりも悪く、一時は30秒CMのスポンサー1社のみ表示する回もあった。この状態は、次番組の『SHOWBIZ COUNTDOWN』でようやく解消された。
また、『MUSIX!』内で放送されていた番組宣伝においては、番組本編では既に降板しているはずのHYPER GO号2が2001年1月になっても映像の中にいるという状態だったが、この内容は番組終了前に修正された。

## スタッフ
- ナレーター：諏訪部順一
- 構成：松井洋介、福原フトシ、渡辺真也、渡辺鐘、松田敬三
- ブレーン：奥津啓治
- 技術プロデューサー：長滝淳子
- TD：高田治
- CAM：小川利行
- VE：田畑司
- 音声：杉山直樹
- 照明：長川博
- 美術プロデューサー：松沢由之
- 美術進行：秋山真弥
- デザイン：野口陽介
- 編集：石川哲
- MA：山田一宏
- 音響効果：岡戸久幸
- ヘアメイク：蛯たにみか
- スタイリスト：FIJ
- 広報：山川敦子（TVA）
- AP：山田剛寛
- 監修：杉本達
- ディレクター：唐沢博史、渡辺剛、椎葉宏治
- 演出：ほりかわ勝
- プロデューサー：高柳明史（TVA）、山口将哉（オレンジミュージック）、渡辺哲也（電通）、江間浩司（NET WEB）
- 技術協力：ニユーテレス、FLT、テクノマックス、ザ・チューブ、SPOT
- 美術協力：フジアール
- 収録スタジオ：東京タワー芝公園スタジオ
- 制作協力：電通、NET WEB
- 制作：テレビ愛知、オレンジミュージック

| テレビ愛知 日曜23:45枠                                      | テレビ愛知 日曜23:45枠                            | テレビ愛知 日曜23:45枠 |
| 前番組                                                      | 番組名                                            | 次番組 |
| ----------------------------------------------------------- | ------------------------------------------------- | --- |
| MOTOR LAND 2 （1998年4月5日 - 2000年3月26日） ※23:45 - 0:15 | イカリングの面積 （2000年4月2日 - 2001年3月25日） | ファッション通信 （2001年4月1日 - 2002年3月31日） ※23:35 - 0:00SHOWBIZ COUNTDOWN （2001年4月2日 - 2011年9月26日） ※0:00 - 0:30 |